# 长腹春蜓属
长腹春蜓属（学名：Gastrogomphus）为春蜓科的一个属。

## 下属物种
本属包括以下物种：
- 长腹春蜓 Gastrogomphus abdominalis McLachlan, 1884